# Cyclone Forrest
Le cyclone Forrest, également appelé tempête tropicale Forrest, est un puissant cyclone tropical qui a provoqué l'évacuation de 600 000 personnes au Bangladesh fin novembre 1992. Originaire d'une zone de perturbation tropicale près des îles Carolines le 9 novembre, Forrest a été classé comme dépression tropicale trois jours plus tard au-dessus de la mer de Chine méridionale.
Se déplaçant généralement vers l'ouest, le système s'est progressivement organisé en tempête tropicale, passant au sud du Vietnam, avant de frapper la Thaïlande le long de la péninsule Malaise le 15 novembre. Une fois au-dessus du golfe du Bengale, Forrest a viré vers le nord le 17 novembre et s'est considérablement intensifiée. Elle a atteint son intensité maximale le 20 novembre en tant que cyclone équivalent à la catégorie 4 sur l'échelle de Saffir-Simpson avec des vents soutenus de 230 km/h sur une minute. Des conditions environnementales hostiles ont ensuite rapidement affecté le cyclone qui a brusquement tourné vers l'est et le nord-est. Le 21 novembre, le système a touché terre dans le nord-ouest de la Birmanie en tant que système faiblissant avant de se dissiper tôt le lendemain.
La majorité des décès associés à Forrest sont dus à un accident d'avion survenu le 14 novembre au Vietnam, qui a tué 30 des 31 occupants. En Thaïlande, le système a produit une importante onde de tempête, endommagé ou détruit 1 700 maisons et tué deux personnes. Les pertes agricoles dans les zones les plus touchées ont été estimées à 32 millions de dollars US (de 1992). Le 20 novembre, alors que Forrest atteignait son intensité maximale, la population redouta au Bangladesh une répétition du cyclone tropical catastrophique d'avril 1991. En conséquence, des plans d'évacuation massive ont été mis en place dans les zones côtières du pays pour reloger jusqu'à 2 millions de personnes. Mais la tempête a brusquement bifurquée vers l'est et l'évacuation réussie de 600 000 habitants a permis d'épargner d'innombrables vies. Seuls deux décès ont été enregistrés dans ce pays et les dégâts ont été globalement faibles, bien que la moitié des habitations de l'île de St. Martin aient été endommagées.

### Source
- (en) Cet article est partiellement ou en totalité issu de l’article de Wikipédia en anglais intitulé « Cyclone Forrest » (voir la liste des auteurs).